# Wasserturm Kirchheim unter Teck

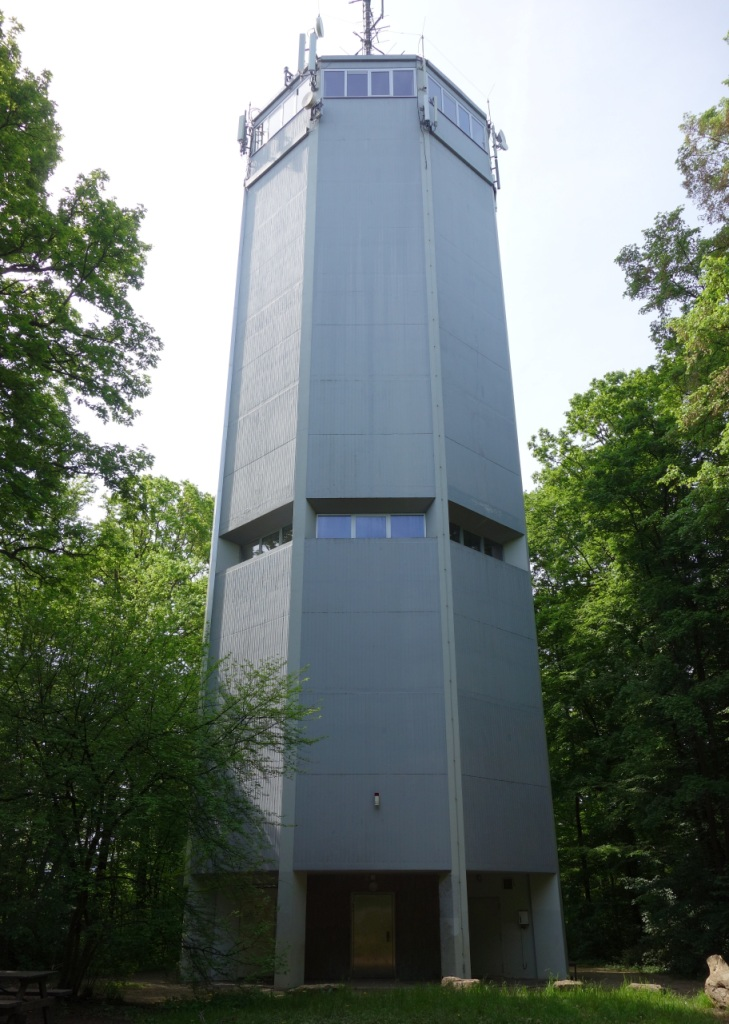
Wasserturm Hohes Reisach in Kirchheim unter Teck

Der Wasserturm Kirchheim unter Teck, auch als „Wasserturm Hohes Reisach“ bezeichnet, ist einer der beiden Wassertürme in der Gemeinde Kirchheim unter Teck im Landkreis Esslingen, etwa 50 Meter westlich der Landesstraße 1201 im Wald Hohes Reisach.
Der Turm wurde 1961 aus Stahlbeton errichtet, ist 33 Meter hoch, hat eine oktogonale Form mit einem flachen Dach und einem Durchmesser von rund 10 Metern und kann 400 Kubikmeter Wasser speichern. Seine Fassade enthält einige Fenster.
Er ist – da er die ihn umgebenden Bäume überragt – gut sichtbar und aufgrund seiner Lage an einem der höchsten Punkte Kirchheim unter Tecks eine Landmarke.
Der Wasserturm Kirchheim/Teck dient auch als UKW-Rundfunksender. Von seiner Sendeantenne wird das Programm von „Die neue 107,7“ auf 106,5 MHz mit 100 W Sendeleistung und das des Deutschlandfunks auf 91,3 MHz mit 100 W Sendeleistung abgestrahlt.